# Böyük Xınıslı
Böyük Xınıslı è un comune dell'Azerbaigian situato nel distretto di Şamaxı. 